# Peñamellera Baja
Peñamellera Baja (Peñamellera Baxa en asturien) est une commune (concejo aux Asturies) située dans la communauté autonome des Asturies en Espagne. Elle est limitrophe au nord de Llanes et Ribadedeva, à l'ouest de Peñamellera Alta, à l'est de Val de San Vicente, Herrerías et Lamasón, et au sud de Peñarrubia et Tresviso.

## Paroisses
La commune de Peñamellera Baja est composée de 9 paroisses :
- Abándames
- Alevia
- Buelles
- Cuñaba
- Merodio
- Narganes
- Panes
- Siejo
- Tobes

## Histoire
Des découvertes datant de l'âge de pierre (en particulier dans la grotte de La Loja, situées à proximité) témoignent de l'ancienneté de l'activité humaine. La ville est mentionnée pour la première fois en 1032, lorsque Bermude III, roi du royaume de León, échange les localités de Piniolo et Aldonza avec Fernando II, roi des Asturies. En 1340, sous le roi Alphonse XI, la ville obtint une nouvelle répartition du territoire et le droit de cité. Dans les années 1514-1522, la ville obtint sa propre juridiction. En 1584, lors d'une réorganisation des communes, la municipalité revint à la Cantabrie voisine. Comme cela ne convenait pas à la population, le roi de l'époque, Charles II, accorda aux paysans une exemption d'impôt sur le bétail afin de préserver la paix. Ce n'est qu'en 1833, lors d'une nouvelle réorganisation, que la ville revint à nouveau aux Asturies.

## Galerie

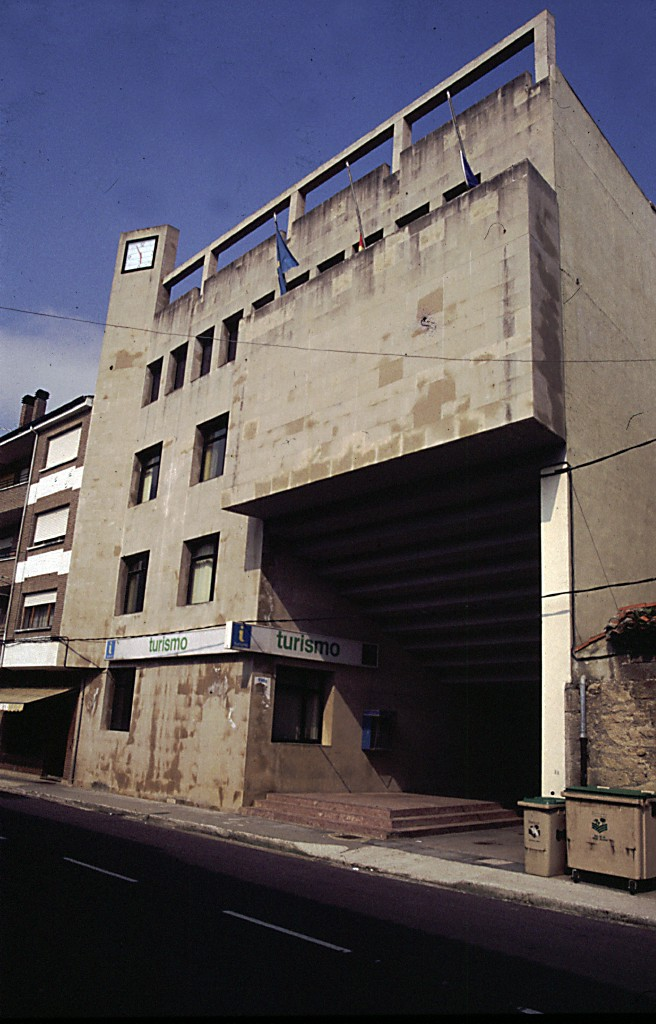
Mairie de Peñamellera Baja.
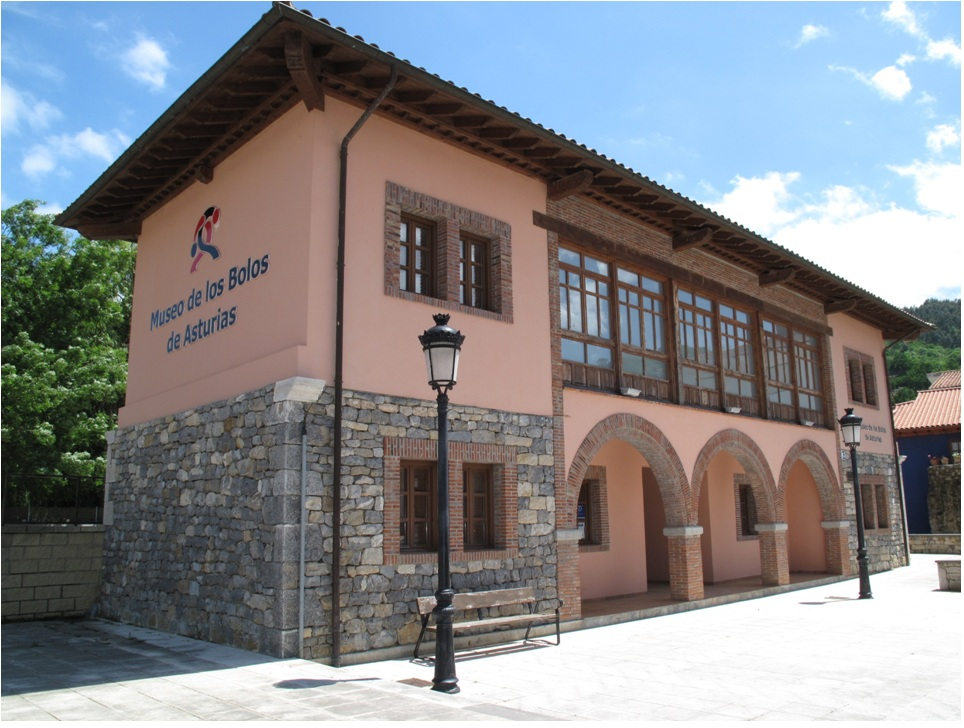
Musée du bowling asturien, Panes.
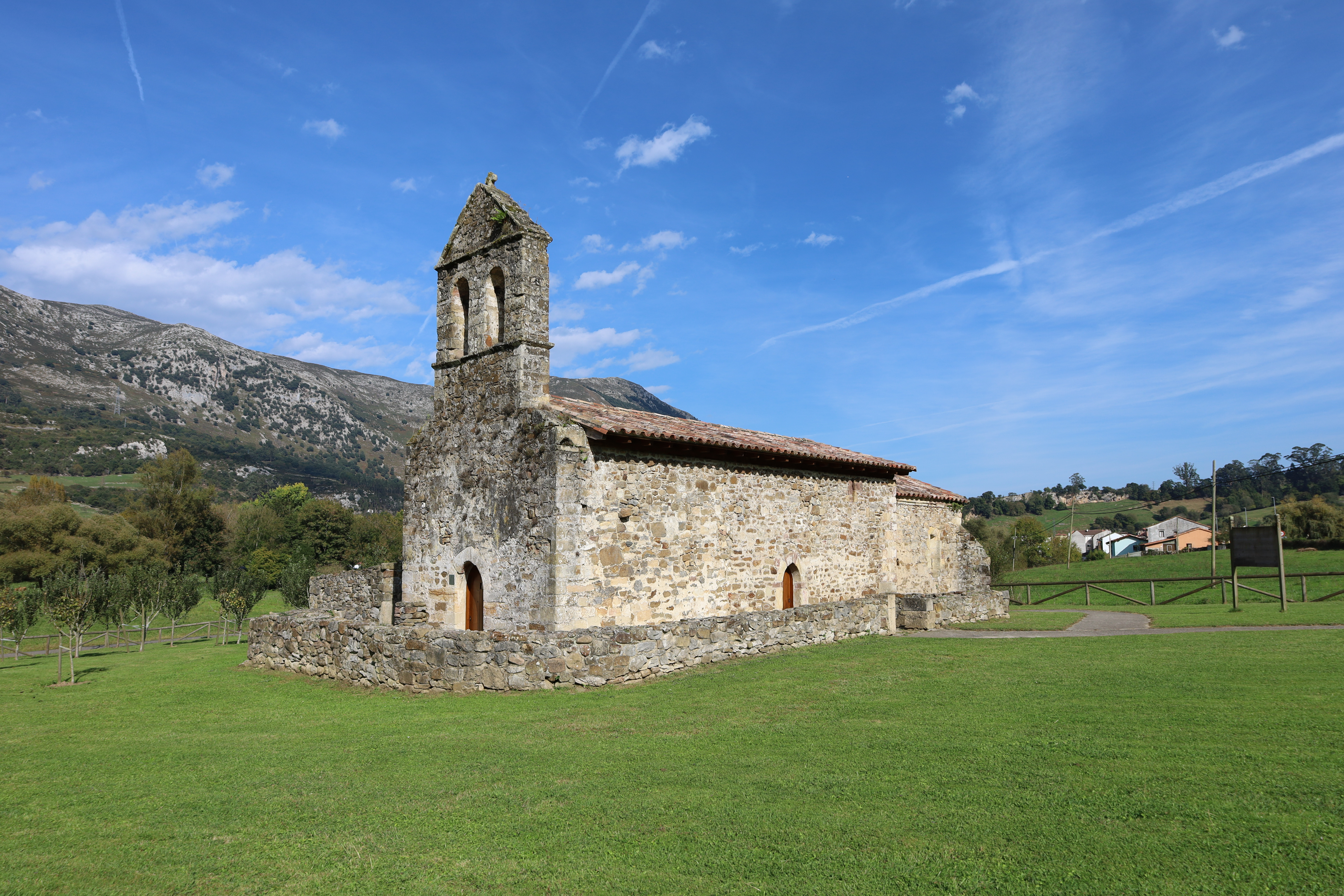
Ancienne église romane de San Juan de Ciliergo, Panes.
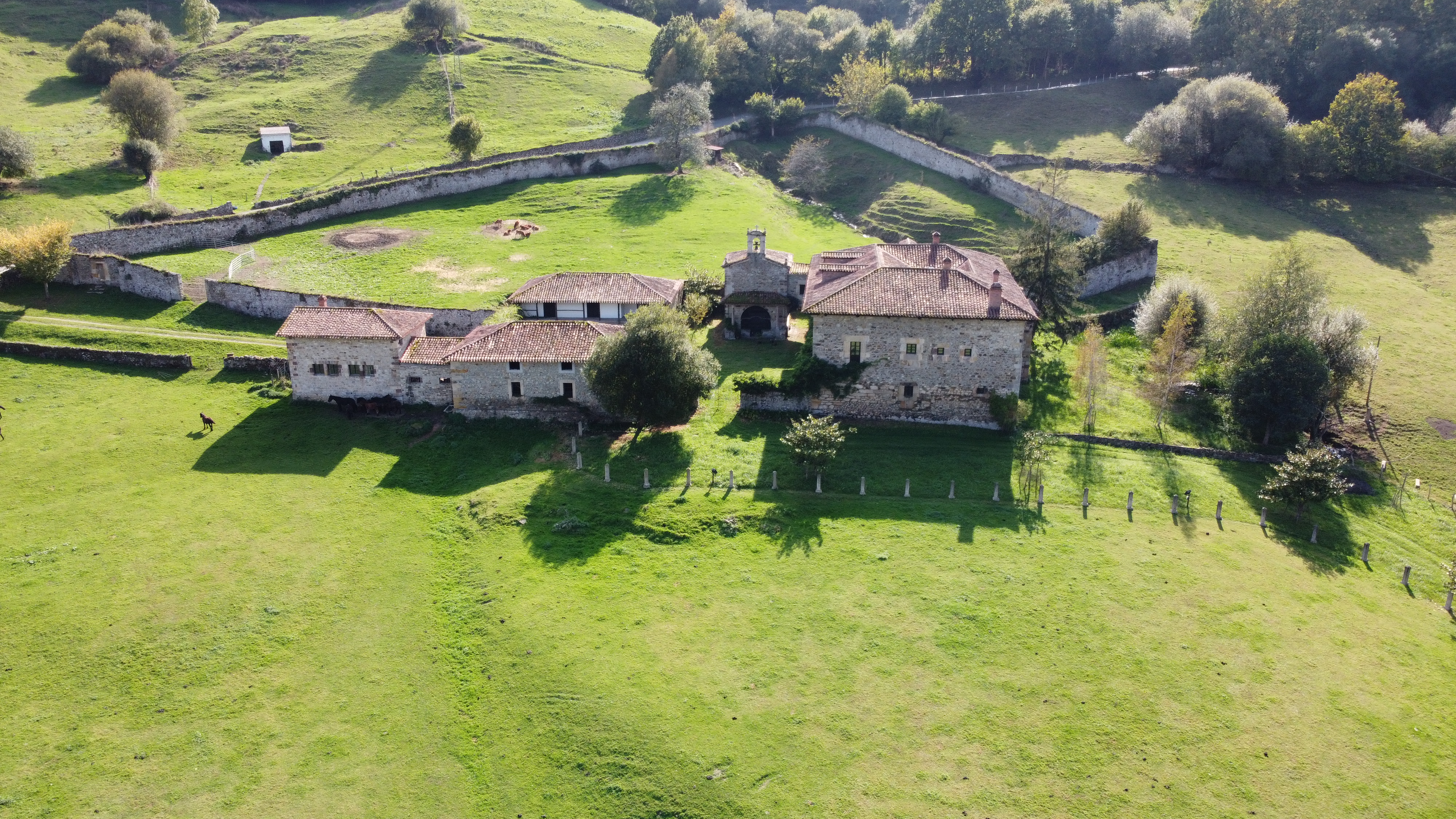
Palace rural de San Román, Panes.